# شعر روایی
شعر روایی گونه‌ای از شعر است که یک داستان را نقل می‌کند و اغلب هم از صدای راوی و هم شخصیت‌ها استفاده می‌کند. تمام داستان معمولاً با مصراع‌های دارای وزن نوشته می‌شود. اشعار روایی نیاز به قافیه ندارند. شعرهایی که این ژانر را تشکیل می‌دهند، می‌توانند بلند یا کوتاه باشند و داستانی که به آن مربوط می‌شود، ممکن است پیچیده باشد. این نوع اشعار به‌طور معمول دراماتیک هستند؛ همراه با شخصیت‌های مختلف.